# Apex (album Excisiona)
Virus – czwarty album studyjny kanadyjskiego producenta muzycznego Excisiona, wydany 14 sierpnia 2018 roku przez Excision Music.

## Lista utworów
1. „Exterminate” – 3:34
2. „Slodd” (Excision & Space Laces) – 3:19
3. „Wake Up” (Excision & Sullivan King) – 5:39
4. „Tonight” – 4:31
5. „Gold (Stupid Love)” (Excision x Illenium feat. Shallows) – 4:55
6. „Fall” – 3:57
7. „Home” (Excision & Dion Timmer) – 3:57
8. „Where Are You” (Excision & Dion Timmer) - 3:05
9. „Power” – 4:02
10. „Vault” – 4:57
11. „Die for You” (feat. Akylla) - 3:59
12. „Hoods Up” (Excision & Dion Timmer feat. Messinian) – 4:00
13. „Fight Through the Pain” (Excision & Sullivan King) – 4:11
14. „Rumble” (Excision & Space Laces) – 4:42